# Eptingen
Eptingen (gsw. Eptige) – gmina (niem. Einwohnergemeinde) w północnej Szwajcarii, w kantonie Bazylea-Okręg, w okręgu Waldenburg. 31 grudnia 2020 roku liczyła 543 mieszkańców. Przez teren gminy przebiega autostrada A2.   